# Fumeterre officinale
Fumaria officinalis
Espèce
Classification APG III (2009)
La Fumeterre officinale ou Pied-de-Céline (Fumaria officinalis) est une espèce de plantes à fleurs de la famille des Fumariacées selon la classification classique de Cronquist (1981) ou des Papavéracées selon la classification phylogénétique APG III (2009). C'est une plante herbacée originaire de la région méditerranéenne.

## Description
La Fumeterre officinale est la seule Papaveraceae à ne pas présenter de latex à la cassure. Herbacée rudérale annuelle, elle possède des feuilles pennatiséquées et ses fleurs zygomorphes sont de couleur rose pourpre. Le fruit est un akène.
La floraison a lieu de février à avril.

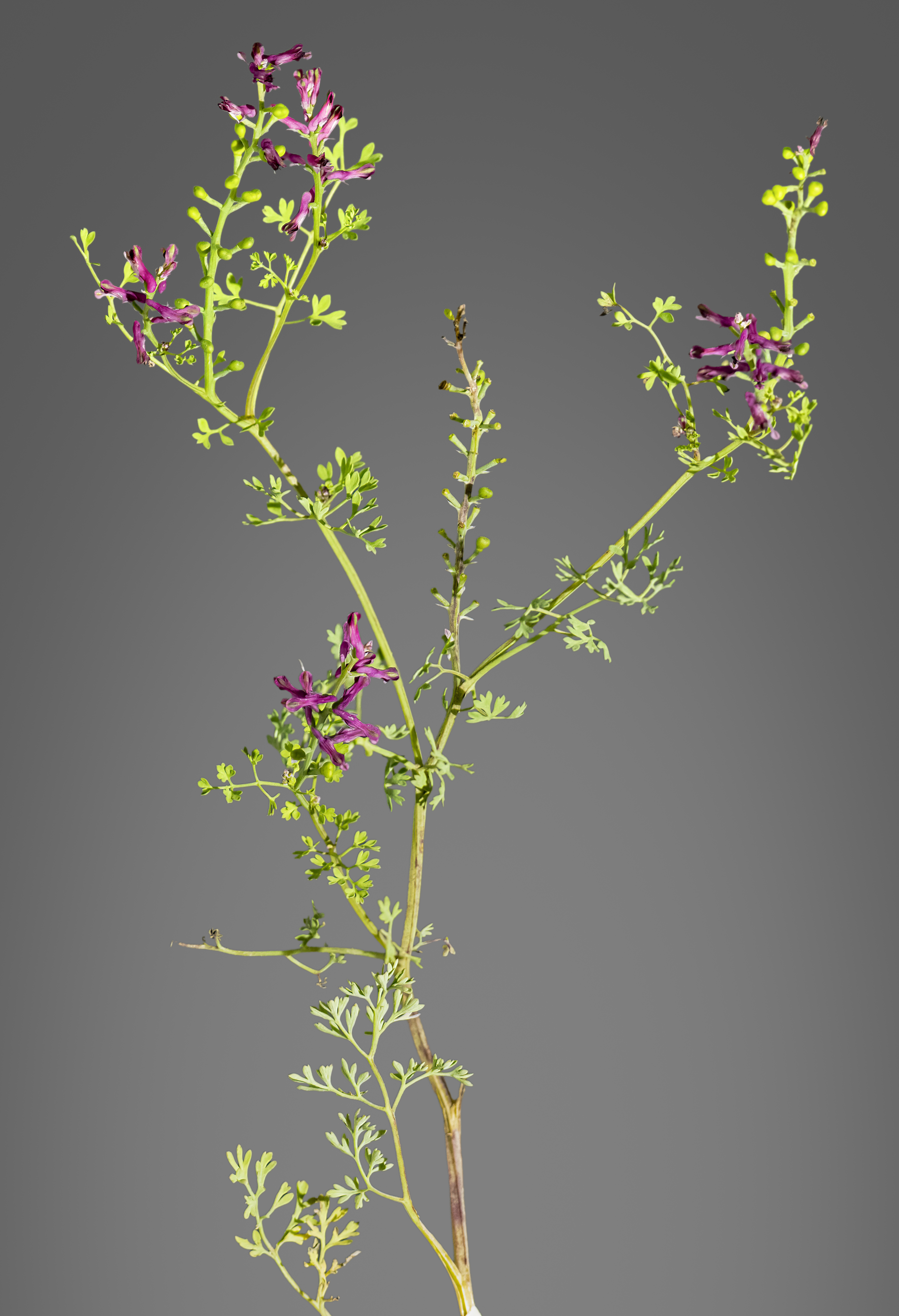
Port de la plante.
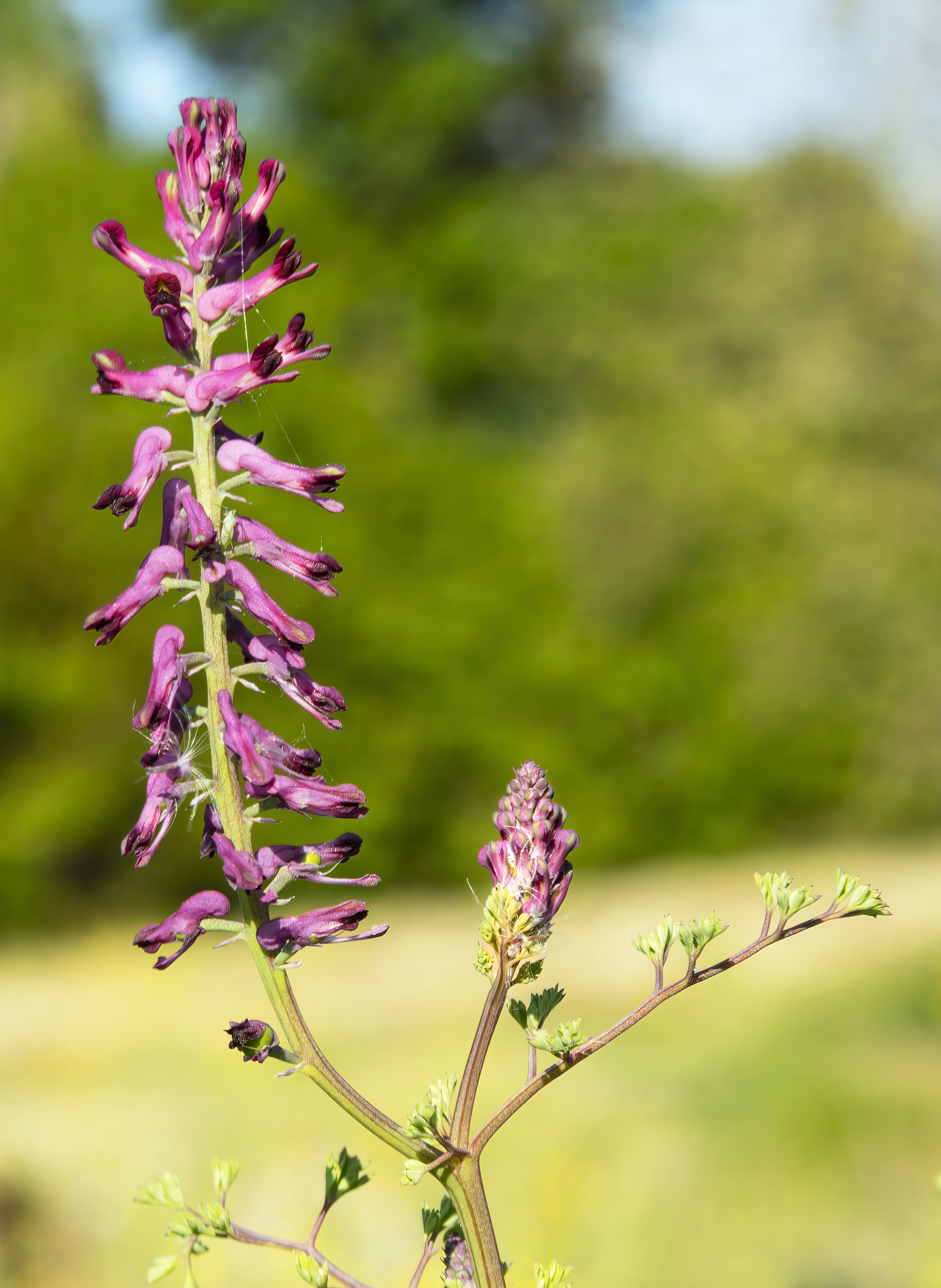
Inflorescence.

### Composants

Protopine.

| - fumarine (en) (principal composant) - alcaloïdes - allocryptopine (en) - protopine (en) - flavonoïdes - tanins - sels de potassium |

## Distribution et habitat
L'espèce est présente dans tout le bassin méditerranéen.
Vue aussi en Belgique 
La fumeterre officinale peut se rencontrer dans les cultures et dans les friches sur sols secs et découverts.

## Pharmacopée
- Partie utilisée : sommités fleuries
- Mode d'emploi : décoction, infusion.

Comme l'indique le nom les propriétés médicinales de la fumeterre sont connues depuis longtemps.

Elle permet l'élimination des toxines, étant à la fois cholagogue, diurétique et dépurative. Elle est également apéritive et tonique.
En utilisation externe, la fumeterre permet de soigner les dartres et l'eczéma.